# Левая молодежь (Китай)
Левая молодежь (китайский: 左翼青年; пиньинь: Zuْyì Qīngnián), также известная как «Студенческая левая», Прогрессивная молодежь, или Цзоцин, — молодежное сообщество в Китайской Народной Республике. Сообщество известно своей деятельностью во время инцидента в Ясиче в 2018 году.

## Обзор
Левая молодежь Китая – это в основном молодые студенты колледжей, родившиеся в 1990-е годы, и они составляют очень незначительное меньшинство среди китайских студентов колледжей. Эти студенты обычно организуются в виде читательских клубов и студенческих обществ, существующих в крупных университетах, с разными размерами и названиями. В число этих студенческих ассоциаций входят Марксистское общество Пекинского университета, Ассоциация развития гражданского населения Нового Света Китайского университета Жэньминь, и Новое новое молодёжное общество Пекинского университета языка и культуры.
Общим для этих студенческих организаций является то, что они выступают против марксизма как официальной идеологии Китая и защищают марксизм «мятежной революции». Поскольку их члены поддержали шэньчжэньское рабочее движение Ясич в 2018 году, эти левые объединения позже были подвергнуты чистке коммунистическими властями Китая.